# Pleinesbos
Het Pleinesbos is een natuurgebied van 19 hectare aan de oostkant van Den Dolder. Het gebied bestaat uit droge en natte stukken bos, afgewisseld met graslanden en heidevelden. In het bos groeien bomen als grove den, eik en berk. Het Pleinesbos vormt een ecologische schakel tussen de natuurgebieden ten noorden en ten zuiden van Den Dolder.
Het Pleinesbos en de aangrenzende Oude Tol waren tot de twintigste eeuw onderdeel van uitgestrekte vochtige heidevelden met hier en daar wat stuifduinen. In 1902 werd het gebied gekocht door de Duitser Christoph Pleines. Hij bouwde op de heidevlakte een nederzetting met zeepfabriek ‘De Duif’. Bij de zeepfabriek hoorden twaalf woningen, een school en zelfs een particulier begraafplaatsje voor zijn personeel en familie. Het begraafplaatsje "Het Stille Hofje" aan de Pleineslaan bestaat nog. In het Pleinesbos liggen nog enkele restanten van bunkers uit de Tweede Wereldoorlog.
De Oude Tol is een open bosgebied met hier en daar nog heideveldjes. Het is een rustgebied voor onder andere reeën en vogels.
Amerongse Bos
· Amerongse Bovenpolder
· Landgoed Beerschoten
· Beukenburg
· Biltse Duinen
· Birkhoven
· Blauwe Kamer
· Blikkenburg
· Bloeidaal
· Bornia
· Bosch en Duin
· Breeveen
· Broekerbos
· Buitenplaatsen Driebergseweg
· Dartheide
· Elster Buitenwaarden
· Grebbeberg
· Heidestein
· Hoge Ginkel
· Hooge Kampse Plas
· Hoog Moersbergen
· Houdringe
· Juliusput
· Kasteelbos Renswoude
· De Kievit
· Kooilust
· Kozakkenput
· De Krakeling
· Laarsenberg
· De Leyen
· Lockhorsterbos
· Lunenburgerwaard
· Maartensdijkse Bos
· Middelwaard
· Moersbergen
· Niënhof
· Noordhout
· Okkersbos
· Oostbroek
· Over-Holland
· Palmerswaard
· De Paltz
· Panbos
· Plantage Willem III
· Pleinesbos
· De Pol
· Ridderoordse Bos
· Sandenburg
· Sandwijck
· De Schammer
· Stameren
· Landgoed Stoutenburg
· Viaanse Bos
· Viaanse polders en uiterwaarden
· Vikinghof
· Park Vliegbasis Soesterberg
· Vijverbos
· Vijverhof
· Voordorpse polder
· Willem Arntszbos
· Witte Hull
· De Woerd
· Wulperhorst
· Zeisterbos